# 茴香砂仁
茴香砂仁（学名：Achasma yunnanense）为姜科茴香砂仁属下的一个种。其种加词“yunnanense”意为“云南的”。
现接受名为茴香砂仁（Etlingera yunnanensis (T.L.Wu & S.J.Chen) R.M.Sm., 1986）。